# Добри-Лясек
Добри-Лясек (пол. Dobry Lasek, нім. Guttenwalde) — село в Польщі, у гміні Пецки Мронґовського повіту Вармінсько-Мазурського воєводства.
Населення — 117 осіб (2011).

## Демографія
Демографічна структура станом на 31 березня 2011 року:
|          | Загалом | Допрацездатний вік | Працездатний вік | Постпрацездатний вік |
| -------- | ------- | ------------------ | ---------------- | -------------------- |
| Чоловіки | 59      | 15                 | 37               | 7                    |
| Жінки    | 58      | 14                 | 33               | 11                   |
| Разом    | 117     | 29                 | 70               | 18                   |